# Pomnik Zygmunta II Augusta w Krakowie
Pomnik Zygmunta II Augusta – pomnik upamiętniający Zygmunta II Augusta, znajdujący się w Krakowie, w dzielnicy II Grzegórzki w parku Strzeleckim, przy ul. Lubicz 16, na Wesołej.
Posąg Zygmunta II Augusta, jest dziełem zaprojektowanym przez Walerego Gadomskiego, a wykonanym przez Michała Korpala z wapienia.Odsłonięty w 1883 roku.